# 24h Le Mans 1980

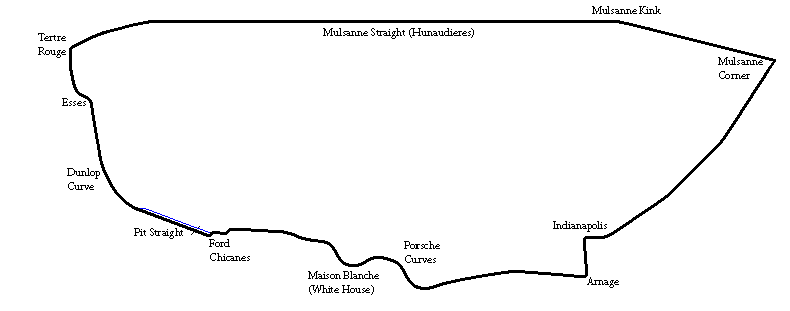
Tor Circuit de la Sarthe

24h Le Mans 1980 – 24–godzinny wyścig rozegrany na torze Circuit de la Sarthe w dniach 14–15 czerwca 1980 roku. Wyścig był siódmą rundą Mistrzostw Świata Samochodów Sportowych.

## Wyniki
Źródło: experiencelemans.com
| Poz.  | Klasa  | Nr | Zespół                                   | Kierowcy                                                    | Nadwozie                            | Opony | Okr. |
| Poz.  | Klasa  | Nr | Zespół                                   | Kierowcy                                                    | Silnik                              | Opony | Okr. |
| ----- | ------ | -- | ---------------------------------------- | ----------------------------------------------------------- | ----------------------------------- | ----- | ---- |
| 1     | S +2.0 | 16 | LePoint Jean Rondeau                     | Jean Rondeau Jean-Pierre Jaussaud                           | Rondeau M379                        | G     | 338  |
| 1     | S +2.0 | 16 | LePoint Jean Rondeau                     | Jean Rondeau Jean-Pierre Jaussaud                           | Ford Cosworth DFV 3.0 L V8          | G     | 338  |
| 2     | S +2.0 | 9  | Equipe Liqui Moly - Martini Racing       | Jacky Ickx Reinhold Joest                                   | Porsche 908/80                      | D     | 336  |
| 2     | S +2.0 | 9  | Equipe Liqui Moly - Martini Racing       | Jacky Ickx Reinhold Joest                                   | Porsche 2.1 L Turbo Flat-6          | D     | 336  |
| 3     | GTP    | 17 | Belga Jean Rondeau                       | Gordon Spice Philippe Martin Jean-Michel Martin             | Rondeau M379                        | G     | 329  |
| 3     | GTP    | 17 | Belga Jean Rondeau                       | Gordon Spice Philippe Martin Jean-Michel Martin             | Ford Cosworth DFV 3.0 L V8          | G     | 329  |
| 4     | GTP    | 5  | WM Esso                                  | Guy Fréquelin Roger Dorchy                                  | WM P79/80                           | M     | 316  |
| 4     | GTP    | 5  | WM Esso                                  | Guy Fréquelin Roger Dorchy                                  | Peugeot PRV 2.7 L Turbo V6          | M     | 316  |
| 5     | IMSA   | 70 | Dick Barbour Racing                      | John Fitzpatrick Brian Redman Dick Barbour                  | Porsche 935 K3                      | G     | 316  |
| 5     | IMSA   | 70 | Dick Barbour Racing                      | John Fitzpatrick Brian Redman Dick Barbour                  | Porsche Type-935 3.2 L Turbo Flat-6 | G     | 316  |
| 6     | GTP    | 4  | Porsche System                           | Manfred Schurti Jürgen Barth                                | Porsche 924 Carrera GT              | D     | 316  |
| 6     | GTP    | 4  | Porsche System                           | Manfred Schurti Jürgen Barth                                | Porsche 2.0 L Turbo I4              | D     | 316  |
| 7     | S +2.0 | 8  | Alain de Cadenet                         | Alain de Cadenet François Migault                           | De Cadenet-Lola LM                  | D     | 313  |
| 7     | S +2.0 | 8  | Alain de Cadenet                         | Alain de Cadenet François Migault                           | Ford Cosworth DFV 3.0 L V8          | D     | 313  |
| 8     | Gr.5   | 49 | Vegla Racing Team                        | Harald Grohs Dieter Schornstein                             | Porsche 935                         | D     | 313  |
| 8     | Gr.5   | 49 | Vegla Racing Team                        | Harald Grohs Dieter Schornstein                             | Porsche Type-935 3.0 L Turbo Flat-6 | D     | 313  |
| 9     | IMSA   | 73 | JLP Racing                               | John Paul Sr. John Paul Jr. Guy Edwards                     | Porsche 935 JLP-2                   | G     | 312  |
| 9     | IMSA   | 73 | JLP Racing                               | John Paul Sr. John Paul Jr. Guy Edwards                     | Porsche Type-935 3.0 L Turbo Flat-6 | G     | 312  |
| 10    | IMSA   | 76 | JMS Racing Charles Pozzi                 | Jean Xhenceval Pierre Dieudonné Hervé Regout                | Ferrari 512BB/LM                    | M     | 312  |
| 10    | IMSA   | 76 | JMS Racing Charles Pozzi                 | Jean Xhenceval Pierre Dieudonné Hervé Regout                | Ferrari 4.9 L Flat-12               | M     | 312  |
| 11    | GTP    | 6  | WM Esso                                  | Jean-Daniel Raulet Marcel Mamers                            | WM P79/80                           | M     | 311  |
| 11    | GTP    | 6  | WM Esso                                  | Jean-Daniel Raulet Marcel Mamers                            | Peugeot PRV 2.7 L Turbo Flat-6      | M     | 311  |
| 12    | GTP    | 2  | Porsche System                           | Andy Rouse Tony Dron                                        | Porsche 924 Carrera GT              | D     | 310  |
| 12    | GTP    | 2  | Porsche System                           | Andy Rouse Tony Dron                                        | Porsche 2.0 L Turbo I4              | D     | 310  |
| 13    | GTP    | 3  | Porsche System                           | Derek Bell Al Holbert                                       | Porsche 924 Carrera GT              | D     | 305  |
| 13    | GTP    | 3  | Porsche System                           | Derek Bell Al Holbert                                       | Porsche 2.0 L Turbo I4              | D     | 305  |
| 14    | IMSA   | 83 | BMW France                               | Didier Pironi Dieter Quester Marcel Mignot                  | BMW M1                              | D     | 293  |
| 14    | IMSA   | 83 | BMW France                               | Didier Pironi Dieter Quester Marcel Mignot                  | BMW M88 3.5 L I6                    | D     | 293  |
| 15    | IMSA   | 84 | BMW Motorsport GmbH Dominique Lacaud     | Hans Joachim Stuck Dominique Lacaud Hans-Georg Bürger       | BMW M1                              | D     | 283  |
| 15    | IMSA   | 84 | BMW Motorsport GmbH Dominique Lacaud     | Hans Joachim Stuck Dominique Lacaud Hans-Georg Bürger       | BMW M88 3.5 L I6                    | D     | 283  |
| 16    | GT     | 93 | Thierry Perrier                          | Thierry Perrier Roger Carmillet                             | Porsche 911 SC                      | K     | 280  |
| 16    | GT     | 93 | Thierry Perrier                          | Thierry Perrier Roger Carmillet                             | Porsche 4.6 L Flat-6 (Etanol)       | K     | 280  |
| 17    | S 2.0  | 25 | ROC - Société Yacco                      | Bruno Sotty Daniel Laurent Philippe Hesnault                | Chevron B36                         | G     | 276  |
| 17    | S 2.0  | 25 | ROC - Société Yacco                      | Bruno Sotty Daniel Laurent Philippe Hesnault                | ROC-Talbot 2.0 L I4                 | G     | 276  |
| 18    | S 2.0  | 23 | ROC - Société Yacco                      | Michel Dubois Christian Debias Florian Vetsch               | Lola T298                           | G     | 272  |
| 18    | S 2.0  | 23 | ROC - Société Yacco                      | Michel Dubois Christian Debias Florian Vetsch               | ROC-Talbot 2.0 L I4                 | G     | 272  |
| 19    | Gr.5   | 53 | Jolly Club - Lancia Corse                | Carlo Facetti Martino Finotto                               | Lancia Beta Monte Carlo             | P     | 272  |
| 19    | Gr.5   | 53 | Jolly Club - Lancia Corse                | Carlo Facetti Martino Finotto                               | Lancia 1.4 L Turbo I4               | P     | 272  |
| 20    | IMSA   | 89 | Hervé Poulain                            | Dany Snobeck Hervé Poulain Pierre Destic                    | Porsche 935                         | D     | 272  |
| 20    | IMSA   | 89 | Hervé Poulain                            | Dany Snobeck Hervé Poulain Pierre Destic                    | Porsche Type-935 3.0 L Turbo Flat-6 | D     | 272  |
| 21    | IMSA   | 86 | Z & W Enterprises Inc.                   | Ernesto Soto Mark Hutchins Pierre Honegger                  | Mazda RX-7                          | G     | 266  |
| 21    | IMSA   | 86 | Z & W Enterprises Inc.                   | Ernesto Soto Mark Hutchins Pierre Honegger                  | Mazda 12A 1.2L 2-Rotor              | G     | 266  |
| 22    | S 2.0  | 29 | Dorset Racing Associates                 | Peter Clarke Nick Mason Martin Birrane                      | Lola T297                           | D     | 263  |
| 22    | S 2.0  | 29 | Dorset Racing Associates                 | Peter Clarke Nick Mason Martin Birrane                      | Ford Cosworth BDG 2.0 L I4          | D     | 263  |
| 23    | IMSA   | 78 | EMKA Productions                         | Steve O’Rourke Richard Down Simon Phillips                  | Ferrari 512BB/LM                    | D     | 262  |
| 23    | IMSA   | 78 | EMKA Productions                         | Steve O’Rourke Richard Down Simon Phillips                  | Ferrari 4.9 L Flat-12               | D     | 262  |
| 24    | GT     | 90 | Georges Bourdillat                       | Georges Bourdillat Alain-Michel Bernhard Pascal Ennequin    | Porsche 934                         | M     | 248  |
| 24    | GT     | 90 | Georges Bourdillat                       | Georges Bourdillat Alain-Michel Bernhard Pascal Ennequin    | Porsche 3.0 L Turbo Flat-6          | M     | 248  |
| 25    | S +2.0 | 12 | Dome Co. Ltd.                            | Chris Craft Bob Evans                                       | Dome RL80                           | D     | 246  |
| 25    | S +2.0 | 12 | Dome Co. Ltd.                            | Chris Craft Bob Evans                                       | Ford Cosworth DFV 3.0 L V8          | D     | 246  |
| 26 NU | GTP    | 7  | WM Esso                                  | Serge Saulnier Jean-Louis Bousquet Denis Morin              | WM P79/80                           | M     | 264  |
| 26 NU | GTP    | 7  | WM Esso                                  | Serge Saulnier Jean-Louis Bousquet Denis Morin              | Peugeot PRV 2.7 L Turbo V6          | M     | 264  |
| 27 NU | S 2.0  | 27 | Michel Elkoubi / Primagaz                | Patrick Perrier Pierre Yver                                 | Lola T298                           | M     | 255  |
| 27 NU | S 2.0  | 27 | Michel Elkoubi / Primagaz                | Patrick Perrier Pierre Yver                                 | BMW M12 2.0 L I4                    | M     | 255  |
| 28 NU | GT     | 94 | Equipe Alméras Frères                    | Jacques Alméras Jean-Marie Alméras Marianne Hoepfner        | Porsche 934                         | M     | 251  |
| 28 NU | GT     | 94 | Equipe Alméras Frères                    | Jacques Alméras Jean-Marie Alméras Marianne Hoepfner        | Porsche 3.3 L Turbo Flat-6          | M     | 251  |
| 29 NU | IMSA   | 69 | Racing Associates Inc.                   | Bob Akin Ralph Kent-Cooke Paul Miller                       | Porsche 935 K3                      | G     | 237  |
| 29 NU | IMSA   | 69 | Racing Associates Inc.                   | Bob Akin Ralph Kent-Cooke Paul Miller                       | Porsche Type-935 3.0 L Turbo Flat-6 | G     | 237  |
| 30 NU | IMSA   | 95 | BMW Zol-Auto                             | François Sérvanin Laurent Ferrier Pierre-François Rousselot | BMW M1                              | G     | 237  |
| 30 NU | IMSA   | 95 | BMW Zol-Auto                             | François Sérvanin Laurent Ferrier Pierre-François Rousselot | BMW M88 3.5 L I6                    | G     | 237  |
| 31 NU | Gr.5   | 43 | Malardeau Kremer Racing                  | Xavier Lapeyre Jean-Louis Trintignant Anne-Charlotte Verney | Porsche 935 K3                      | D     | 217  |
| 31 NU | Gr.5   | 43 | Malardeau Kremer Racing                  | Xavier Lapeyre Jean-Louis Trintignant Anne-Charlotte Verney | Porsche Type-935 3.0 L Turbo Flat-6 | D     | 217  |
| 32 NU | Gr.5   | 45 | Gelo Racing Team                         | Bob Wollek Helmut Kelleners                                 | Porsche 935                         | P     | 191  |
| 32 NU | Gr.5   | 45 | Gelo Racing Team                         | Bob Wollek Helmut Kelleners                                 | Porsche Type-935 3.2 L Turbo Flat-6 | P     | 191  |
| 33 NU | Gr.5   | 42 | Gozzy Kremer Racing                      | Tetsu Ikuzawa Rolf Stommelen Axel Plankenhorn               | Porsche 935 K3                      | D     | 167  |
| 33 NU | Gr.5   | 42 | Gozzy Kremer Racing                      | Tetsu Ikuzawa Rolf Stommelen Axel Plankenhorn               | Porsche Type-935 3.0L Turbo Flat-6  | D     | 167  |
| 34 NU | GT     | 80 | Diego Febles Racing                      | Armando Gonzalez Diego Febles Francisco Romero              | Porsche 934                         | G     | 164  |
| 34 NU | GT     | 80 | Diego Febles Racing                      | Armando Gonzalez Diego Febles Francisco Romero              | Porsche 3.0 L Turbo Flat-6          | G     | 164  |
| 35 NU | Gr.5   | 44 | Charles Ivey Racing                      | Peter Lovett Dudley Wood John Cooper                        | Porsche 935 K3                      | D     | 158  |
| 35 NU | Gr.5   | 44 | Charles Ivey Racing                      | Peter Lovett Dudley Wood John Cooper                        | Porsche Type-935 3.0 L Turbo Flat-6 | D     | 158  |
| 36 NU | S 2.0  | 28 | Scuderia Torino Corse                    | Lella Lombardi Mark Thatcher                                | Osella PA8                          | P     | 157  |
| 36 NU | S 2.0  | 28 | Scuderia Torino Corse                    | Lella Lombardi Mark Thatcher                                | BMW M12 2.0 L I4                    | P     | 157  |
| 37 NU | IMSA   | 85 | Sun System Whittington Brothers Racing   | Hurley Haywood Don Whittington Dale Whittington             | Porsche 935 K3                      | G     | 151  |
| 37 NU | IMSA   | 85 | Sun System Whittington Brothers Racing   | Hurley Haywood Don Whittington Dale Whittington             | Porsche Type-935 3.0 L Turbo Flat-6 | G     | 151  |
| 38 NU | GT     | 91 | ASA Cachia                               | Christian Bussi Bernard Salam Cyril Grandet                 | Porsche 934                         | D     | 137  |
| 38 NU | GT     | 91 | ASA Cachia                               | Christian Bussi Bernard Salam Cyril Grandet                 | Porsche 3.0 L Turbo Flat-6          | D     | 137  |
| 39 NU | IMSA   | 71 | Dick Barbour Racing                      | Bobby Rahal Bob Garretson Allan Moffat                      | Porsche 935 K3                      | G     | 134  |
| 39 NU | IMSA   | 71 | Dick Barbour Racing                      | Bobby Rahal Bob Garretson Allan Moffat                      | Porsche Type-935 3.0 L Turbo Flat-6 | G     | 134  |
| 40 NU | IMSA   | 77 | JMS Racing Charles Pozzi                 | Jean-Claude Andruet Claude Ballot-Léna                      | Ferrari 512BB/LM                    | M     | 129  |
| 40 NU | IMSA   | 77 | JMS Racing Charles Pozzi                 | Jean-Claude Andruet Claude Ballot-Léna                      | Ferrari 4.9 L Flat-12               | M     | 129  |
| 41 NU | S +2.0 | 1  | André Chevalley Racing                   | Patrick Gaillard François Trisconi André Chevalley          | ACR 80 (Lola T380)                  | G     | 126  |
| 41 NU | S +2.0 | 1  | André Chevalley Racing                   | Patrick Gaillard François Trisconi André Chevalley          | Ford Cosworth DFV 3.0 L V8          | G     | 126  |
| 42 NU | GTX    | 96 | Garage du Bac                            | Frédéric Alliot Jacques Guérin                              | BMW M1                              | D     | 125  |
| 42 NU | GTX    | 96 | Garage du Bac                            | Frédéric Alliot Jacques Guérin                              | BMW M88 3.5 L I6                    | D     | 125  |
| 43 NU | S +2.0 | 15 | ITT Jean Rondeau                         | Henri Pescarolo Jean Ragnotti                               | Rondeau M379                        | G     | 124  |
| 43 NU | S +2.0 | 15 | ITT Jean Rondeau                         | Henri Pescarolo Jean Ragnotti                               | Ford Cosworth DFV 3.0 L V8          | G     | 124  |
| 44 NU | Gr.5   | 41 | Porsche Kremer Racing                    | Ted Field Danny Ongais Jean-Louis Lafosse                   | Porsche 935 K3                      | D     | 89   |
| 44 NU | Gr.5   | 41 | Porsche Kremer Racing                    | Ted Field Danny Ongais Jean-Louis Lafosse                   | Porsche 3.0 L Turbo Flat-6          | D     | 89   |
| 45 NU | S 2.0  | 22 | Hubert Striebig                          | Michel Pignard Mario Ketterer Hubert Striebig               | Toj SM01                            | D     | 79   |
| 45 NU | S 2.0  | 22 | Hubert Striebig                          | Michel Pignard Mario Ketterer Hubert Striebig               | BMW 2.0 L I4                        | D     | 79   |
| 46 NU | IMSA   | 75 | JMS Racing Charles Pozzi                 | Lucien Guitteny Gérard Bleynie                              | Ferrari 512BB/LM                    | M     | 47   |
| 46 NU | IMSA   | 75 | JMS Racing Charles Pozzi                 | Lucien Guitteny Gérard Bleynie                              | Ferrari 4.9 L Flat-12               | M     | 47   |
| 47 NU | IMSA   | 82 | March Racing Ltd.                        | Manfred Winkelhock Patrick Nève Michael Korten              | BMW M1                              | D     | 38   |
| 47 NU | IMSA   | 82 | March Racing Ltd.                        | Manfred Winkelhock Patrick Nève Michael Korten              | BMW M88 3.5 L I6                    | D     | 38   |
| 48 NU | Gr.5   | 46 | Meccarillos Racing                       | Claude Haldi Bernard Béguin Volkert Merl                    | Porsche 935                         | D     | 37   |
| 48 NU | Gr.5   | 46 | Meccarillos Racing                       | Claude Haldi Bernard Béguin Volkert Merl                    | Porsche Type-935 2.9 L Turbo Flat-6 | D     | 37   |
| 49 NU | S 2.0  | 24 | ROC - Sociéte Yacco                      | Marc Sourd Bernard Verdier                                  | Lola T298                           | G     | 27   |
| 49 NU | S 2.0  | 24 | ROC - Sociéte Yacco                      | Marc Sourd Bernard Verdier                                  | ROC-Talbot 2.0 L I4                 | G     | 27   |
| 50 NU | Gr.5   | 52 | Scuderia Lancia Corse                    | Piercarlo Ghinzani Markku Alén Gianfranco Brancatelli       | Lancia Beta Monte Carlo             | P     | 26   |
| 50 NU | Gr.5   | 52 | Scuderia Lancia Corse                    | Piercarlo Ghinzani Markku Alén Gianfranco Brancatelli       | Lancia 1.4 L Turbo I4               | P     | 26   |
| 51 NU | IMSA   | 79 | Scuderia Supercar Bellancauto            | Spartaco Dini Fabrizio Violati Maurizio Micangeli           | Ferrari 512BB/LM                    | M     | 10   |
| 51 NU | IMSA   | 79 | Scuderia Supercar Bellancauto            | Spartaco Dini Fabrizio Violati Maurizio Micangeli           | Ferrari 4.9 L Flat-12               | M     | 10   |
| 52 NU | IMSA   | 68 | Racing Associates Inc.                   | Skeeter McKitterick Charles Mendez Leon Walger              | Porsche 935 K3                      | G     | 9    |
| 52 NU | IMSA   | 68 | Racing Associates Inc.                   | Skeeter McKitterick Charles Mendez Leon Walger              | Porsche Type-935 3.0 L Turbo Flat-6 | G     | 9    |
| 53 NU | IMSA   | 72 | Wynn's International Dick Barbour Racing | Robert Kirby Mike Sherwin Bob Harmon                        | Porsche 935 K3                      | G     | 7    |
| 53 NU | IMSA   | 72 | Wynn's International Dick Barbour Racing | Robert Kirby Mike Sherwin Bob Harmon                        | Porsche Type-935 3.0 L Turbo Flat-6 | G     | 7    |
| 54 NU | S 2.0  | 20 | Jean-Philippe Grand                      | Jean-Philippe Grand Yves Courage                            | Chevron B36                         | G     | 6    |
| 54 NU | S 2.0  | 20 | Jean-Philippe Grand                      | Jean-Philippe Grand Yves Courage                            | BMW M12 2.0 L I4                    | G     | 6    |
| 55 NU | Gr.5   | 51 | Scuderia Lancia Corse                    | Hans Heyer Bernard Darniche Teo Fabi                        | Lancia Beta Monte Carlo             | P     | 6    |
| 55 NU | Gr.5   | 51 | Scuderia Lancia Corse                    | Hans Heyer Bernard Darniche Teo Fabi                        | Lancia 1.4 L Turbo I4               | P     | 6    |